# Richard Claus
Richard Claus (* 1950 in Kassel, Hessen) ist ein deutscher Filmproduzent, Filmregisseur und Drehbuchautor.

## Leben
Claus studierte an der Deutschen Film- und Fernsehakademie Berlin (dffb) im Jahr 1976 und begann an deutschen TV- und Kinofilmen mitzuwirken. Bei seinen frühen Filmen war er oft in mehreren Funktionen gleichzeitig aktiv, teilweise auch als Kameramann und Filmeditor.
Sein erster Langfilm als Regisseur und Drehbuchautor war 1982 der Spielfilm Bananen-Paul, gefolgt von dem Doku-Drama Die Nacht und ihr Preis (1983).
Im Jahr 1986 war Claus Mitbegründer der Delta Film GmbH, einer deutschen Produktionsfirma für Spielfilme. Seitdem konzentriert er sich hauptsächlich auf den Bereich Produktion; ab 1993 auch als Gründer der Comet Film GmbH.
Nach längerer Pause war er 2006 auch wieder als Regisseur und Drehbuchautor aktiv, mit der Verfilmung von Cornelia Funkes Kinderbuch Herr der Diebe.

## Filmografie
- 1978: Alles hat hier seinen Preis (Dokumentarfilm) – Co-Drehbuchautor, Co-Kameramann und Filmeditor[1]
- 1979: Wahnsinn, das ganze Leben ist Wahnsinn (TV-Spielfilm) – Co-Drehbuchautor, Co-Produzent, Kameramann und Filmeditor[2]
- 1982: Bananen-Paul (Kinospielfilm) – Regisseur und Co-Drehbuchautor[3]
- 1983: Leitmotiv (Doku-Drama) – Kameramann[4]
- 1983: Die Nacht und ihr Preis (Doku-Drama) – Co-Regisseur, Co-Drehbuchautor und Co-Kameramann[5]
- 1986: Paradies (Kinospielfilm) – Co-Produzent[6]
- 1987: Peng! Du bist tot! (Kinospielfilm) – Produzent
- 1987: Kinder aus Stein (TV-Spielfilm) – Co-Regisseur[7]
- 1988: Als die Liebe laufen lernte. Die Aufklärungsrolle (Kompilationsfilm) – Produzent[8]
- 1989: Als die Liebe laufen lernte – 2. Teil (Kompilationsfilm) – Produzent[9]
- 1991: Superstau (Kinospielfilm) – Produzent
- 1992: Alles Lüge (Kinospielfilm) – Produzent
- 1995: Stumme Zeugin (Kinospielfilm) – Co-Produzent[10]
- 1997: American Werwolf in Paris (Kinospielfilm) – Co-Produzent
- 2000: Der kleine Vampir (Kinospielfilm) – Co-Produzent
- 2006: Herr der Diebe (The Thief Lord) (Kinospielfilm) – Regisseur, Co-Drehbuchautor und Co-Produzent
- 2011: Black Butterflies (Kinospielfilm) – Co-Produzent[11]
- 2011: Die Heineken Entführung (Kinospielfilm) – Produzent